# Luiz Daniel
Luiz Daniel (San Paolo, 29 settembre 1936) è un pallanuotista brasiliano.
Ha partecipato, come membro del Brasile, alle Olimpiadi di Roma 1960 e di Tokyo 1964, partecipando al torneo di pallanuoto.
Ha vinto 1 bronzo e 1 oro, rispettivamente ai Giochi panamericani del 1955 e del 1963.